# Jardín Botánico de la Universidad de Bristol
El Jardín Botánico de la Universidad de Bristol en inglés : University of Bristol Botanic Gardens es un jardín botánico de 1.77 hectáreas de extensión, localizado en Stoke Bishop, Bristol, Inglaterra. 
Depende administrativamente de la Universidad de Bristol. 
El código de identificación del University of Bristol Botanic Gardens como miembro del "Botanic Gardens Conservation International" (BGCI), así como las siglas de su herbario es BRIST.

## Localización
University of Bristol Botanic Garden, Waltham Cottage Yard
Hollybush Lane, Stoke Bishop, Bristol BS9 1JB United Kingdom-Reino Unido.
Planos y vistas satelitales.51°28′39.72″N 2°37′32.88″O / 51.4777000, -2.6258000

## Historia

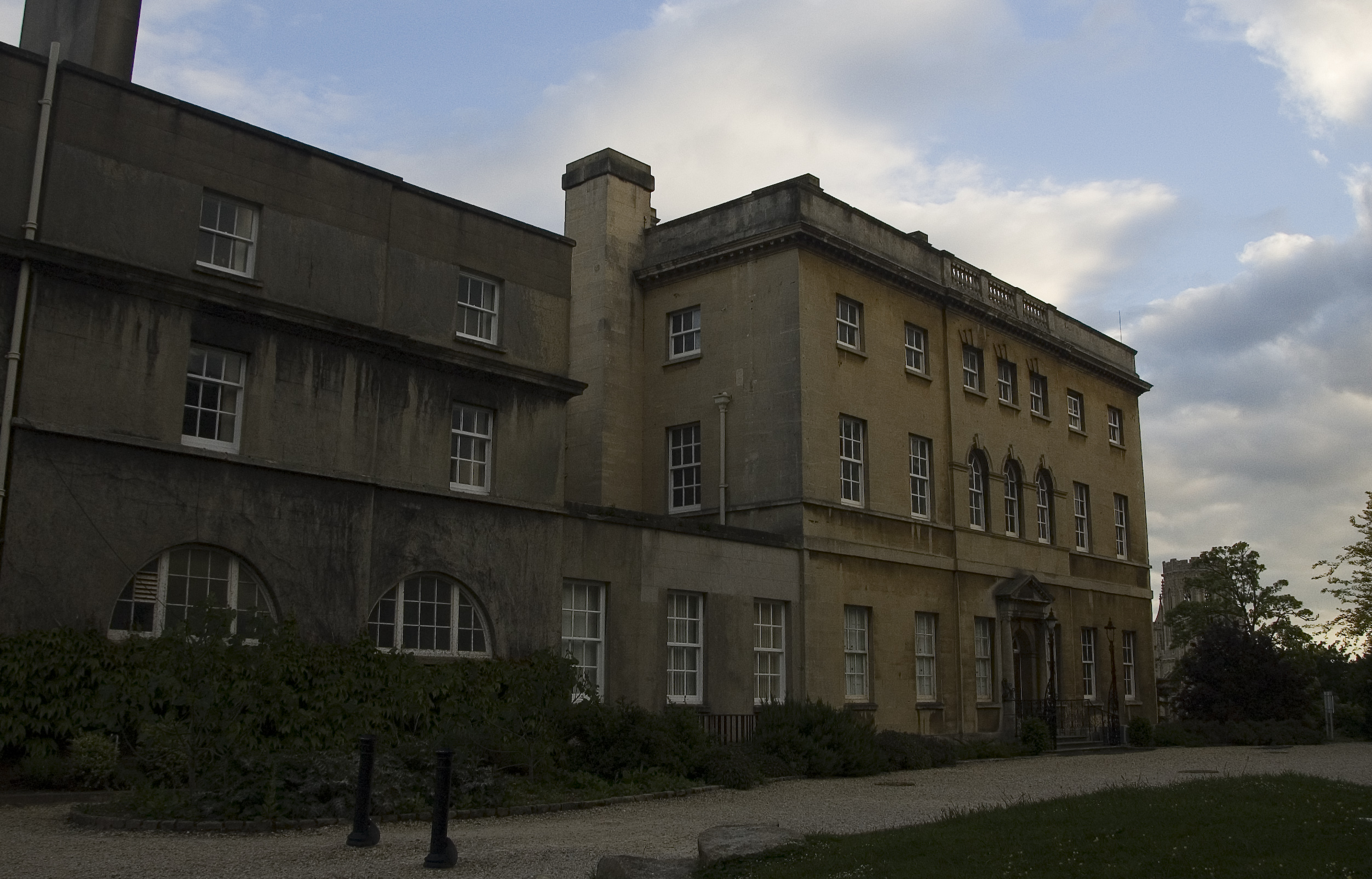
Edificio de la "Royal Fort House" en cuyos jardines se acondicionó en un principio el jardín botánico.

La universidad de Bristol estableció un jardín botánico en 1882 en « Royal Fort House » adyacente a la avenida de Tyndall. Este sitio era más adelante conocido como el « Hiatt Baker Garden ». El sitio de los jardines fue utilizado para construir la casa del senado y el jardín botánico fue trasladado a un emplazamiento en « Braken Hill ». 
En 2002 las colecciones botánicas fueron trasladadas de nuevo, esta vez a un emplazamiento en « Stoke Bishop  » enfrente de « Churchill Hall ». 

## Colecciones
El jardín botánico alberga plantas de la Flora del norte de Europa, Sudáfrica y Nueva Zelanda sobre todo de las familias botánicas de,
- Crassulaceae,
- Labiatae,
- Cistaceae,
- Scrophulariaceae,
- Geraniaceae,
- Proteaceae,
- Bromeliaceae,
- Rosaceae.

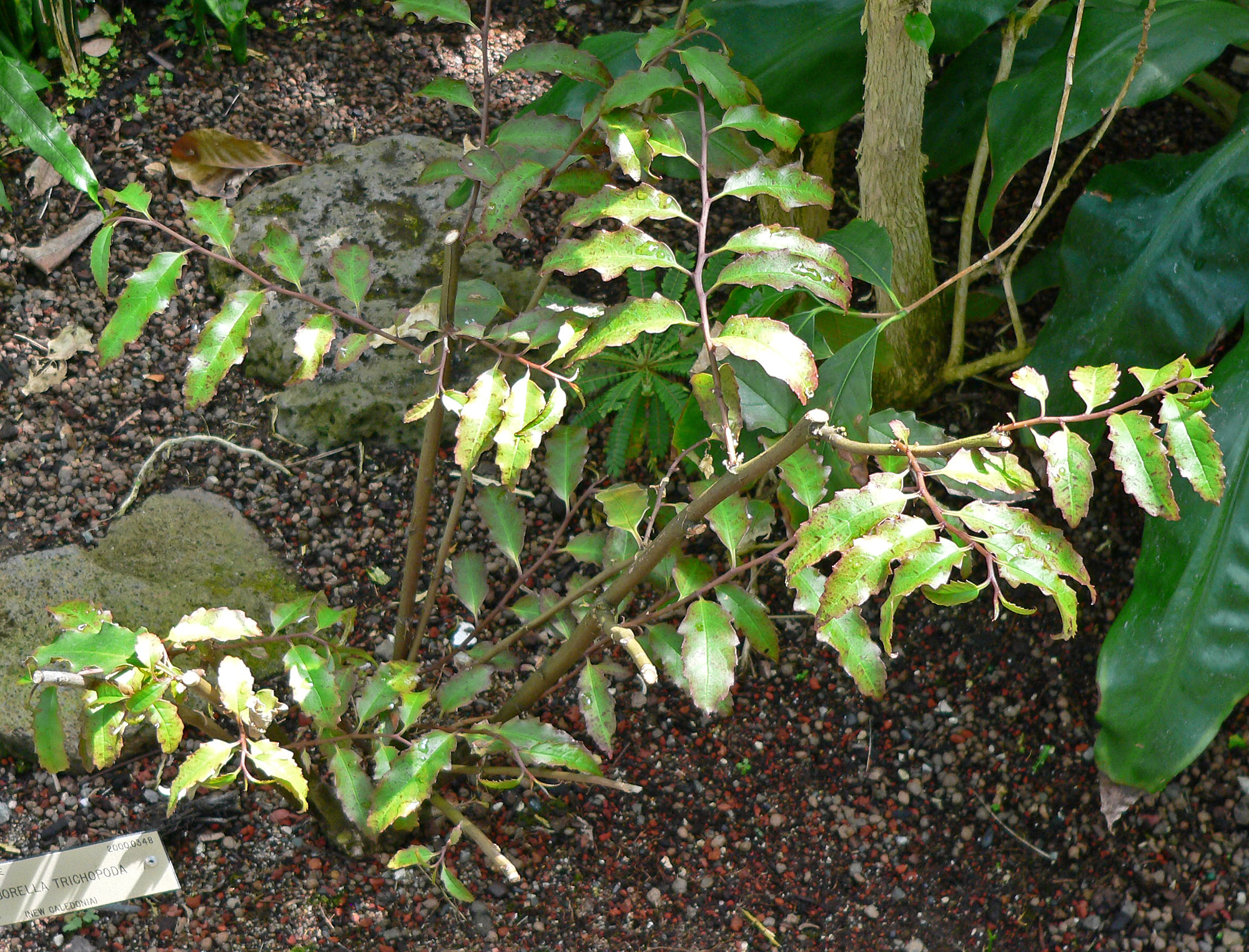
Amborella trichopoda, planta de Nueva Caledonia es la planta de flor más primitiva de las existentes, está presente en el jardín botánico.

Y de los géneros, Sempervivum, Pelargonium, Hebe, Aeonium, Salvia, Cistus, Protea, Banksia, Fascicularia, Sorbus. 
Se encuentran agrupadas en las secciones de :
- Colección de la evolución de las plantas, con un 'evolutionary walk' (paseo evolutivo); toma la forma de un viaje con hora geológica del Cámbrico al Cretáceo usando rocas y fósiles apropiadamente elegidos para reflejar el paso del tiempo geológico, se exhiben helechos y plantas que surgieron en el último Cretácico y en el Jurásico que se encuentran en los invernaderos.
- Colección de plantas de las regiones mediterráneas del mundo, con plantas de las cinco regiones planetarias de clima mediterráneo: la cuenca mediterránea, California, Chile, Sudáfrica y oeste de Australia.
- Colección de plantas útiles, con una colección de hierbas medicinales chinas a la sombra de un espléndido Ginkgo biloba, una importante colección de cereales cultivados procedentes de todo el mundo, junto con sus ancestros y los últimos cultivares conseguidos. La colección de plantas medicinales europeas se cultivan formando un círculo como los antiguos jardines de plantas medicinales del Renacimiento.
- Colección de plantas raras y amenazadas de la región de Bristol, esta zona está en elaboración y constará de un estanque con plantas acuáticas, en sus márgenes plantas nativas y amenazadas de Somerset, una rocalla, plantas del « Avon Gorge » con plantas como la cebolla de Bristol, y otras especies amenazadas.
- Invernaderos con plantas representantes de cuatro regiones bioclimáticas, Tropical ( alberga un estanque con Victoria amazonica, además con caña de azúcar, cafeto, palma de coco, té. . ), Subtropical (con angiospermas que forman parte de la colección de la evolución de las plantas con Amborella trichopoda adquirida en Nueva Caledonia, orquídeas epífitas, bromelias, helechos, plantas carnívoras, cycas . . .), Templado cálido ( plantas de climas áridos así como plantas procedentes de las islas Canarias, y colección de Fynbos), y Templado frío ( plantas resistentes de la colección de la evolución de las plantas)